# Elección complementaria de Chile de 1968
El 7 de julio de 1968 se realizó una elección parlamentaria complementaria para llenar la vacancia de un diputado en la Vigesimoprimera Agrupación Departamental, compuesta por los departamentos de Temuco, Lautaro, Imperial, Pitrufquén y Villarrica, luego del fallecimiento del diputado Venancio Coñuepán Huenchual (PN) el 30 de abril de 1968.
La elección extraordinaria fue convocada mediante un decreto promulgado el 24 de mayo de 1968.

## Candidatos
Inicialmente se habían realizado gestiones entre los distintos partidos políticos, a fin de no inscribir ningún candidato para no realizar la elección complementaria; el 13 de junio los partidos Socialista, Radical, Comunista y Social Demócrata emitieron una declaración conjunta en la que señalaban que presentarían un candidato solamente en el caso de que algún otro partido inscribiera un candidato o se presentase una postulación independiente.
El Partido Nacional (PN), que inicialmente mencionaba a Engelberto Frías —secretario general de la colectividad—, Carlos Podlech y Alfonso Salazar, como potenciales candidatos, finalmente presentó el 11 de junio a Víctor Carmine Zúñiga, abogado y agricultor quien se desempeñaba como secretario provincial y presidente del Consejo Local de Temuco del partido. La candidatura de Carmine fue inscrita en la Dirección del Registro Electoral a las 18:00 del 17 de junio, provocando que los demás partidos desahuciaran el acuerdo para no presentar postulaciones y se lanzaran a la búsqueda para presentar sus candidatos propios.
El Frente de Acción Popular presentó como candidato a Orlando Budnevich, abogado y militante del Partido Social Demócrata (PSD), cuyo eslogan de campaña era «optimismo sobre todo» y su candidatura fue inscrita el 17 de junio 
a las 23:50. Apodado «El Puma» por sus partidarios, su generalísimo de campaña fue Patricio Hurtado, exintegrante del PDC. Anteriormente había sido candidato a senador por Valparaíso y Aconcagua, y candidato a diputado y regidor por Santiago. La candidatura fue apoyada también por el Partido Radical (PR), y el 25 de junio el Partido Socialista (PS) confirmó su apoyo a Budnevich.
El Partido Demócrata Cristiano (PDC) nominó el 17 de junio a Sergio Merino Jarpa, en aquel entonces intendente de la provincia de Cautín, como candidato a diputado. Su candidatura fue inscrita en el Registro Electoral el mismo día 17 a las 23:55, faltando solo 5 minutos para el vencimiento del plazo de inscripción de postulaciones. Recibió también el apoyo del Partido Democrático Nacional (Padena).
En el sorteo realizado para determinar el orden de los candidatos en la cédula de votación, Budnevich obtuvo el primer lugar, seguido de Víctor Carmine y Sergio Merino. El Partido Socialista Popular (PSP) acordó abstenerse en esta elección y no apoyar a ningún candidato.

## Resultados
|  | 44.5 % |

|  | 28.4 % |

|  | 27.1 % |

Sergio Merino Jarpa se integró a la Cámara de Diputados el 14 de agosto de 1968.